# مسجد الباب الجديد
مسجد الباب الجديد (بالفارسية: مسجد دروازه نو) هو مسجد تاريخي يعود إلى عصر القاجاريون، ويقع في أصفهان.